# Decennatherium
Decennatherium es un género extinto de jiráfidos sivaterinos que vivió en lo que ahora es la España peninsular durante el Mioceno. Se caracterizaban por poseer dos pares de cuernos en su cabeza. Sus fósiles han sido encontrados en Valles de Fuentidueña, en la provincia de Segovia. El género fue nombrado por primera vez por Miquel Crusafont en el año 1952.